# Transport na človeški pogon
Transport na človeški pogon je način transporta, pri katerem oseba za premikanje uporablja svoje mišice. Obstaja več oblik npr. hoja, tek, plavanje ali pa z uporabo vozil kot, je npr. bicikel, velomobil, letalo, čoln in drugo. Vozila po navadi povečajo hitrost in kapaciteto tovora.
Prednosti so nizka cena, nobenih škodljivih emisij, fizična telovadba in možnost delovanja, kjer druge oblike transporta niso možne. Veliko se uporablja v nerazvitih državah.
Povprečen kolesar lahko razvija moč 3 vate/kg teže malce več kot eno uro. Profesionalni kolesar lahko razvija kontinuirano moč tudi do 6 vatov/kg teže. Najboljši atleti lahko za nekaj trenutkov lahko razvijejo celo 2000 vatov moči.

## Oblike

### Brez uporabe vozil
- Plazenje
- Hoja
- Tek
- Skakanje
- Šprintanje
- Plavanje
- Plezanje
- Drsanje na ledu
- Smučanje

### Z uporabo vozil
- Letalo na človeški pogon
- helikopter na človeški pogon
- Kopensko vozilo na človeški pogon npr. kolo, velomobil, rolka, skiro, trike
- Vodno plovilo na človeški pogon npr. čolni, kajaki, kanuji, kajt, podmornice, gliser